# Луговой тракт

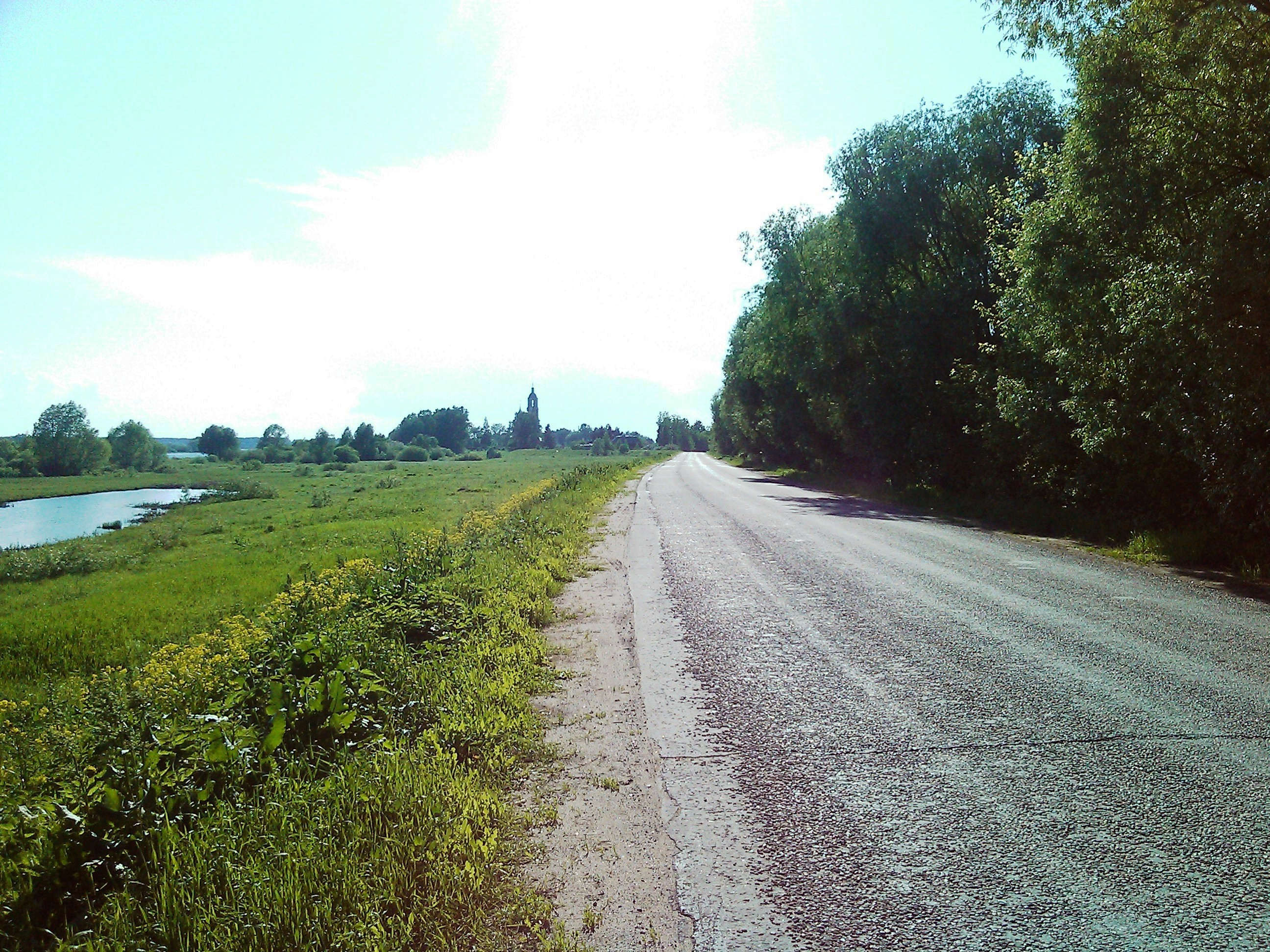
Дорога у села Рыбницы в Некрасовском районе Ярославской области

Ярославско-Костромской Большой Луговой тракт — одна из старейших исторических дорог в России, возникшая в XIII веке  .  

## История
Она соединяла два значимых центра русской культуры и истории Северо-Восточной Руси — Ярославль Ярославского княжества и Кострому Костромского княжества.  
С 1693 года Луговой тракт входил в состав Московско - Архангельского почтового тракта. 
C XVIII века участок Петербургского Столбового почтового тракта - Костромская почтовая дорога шла от Ярославля Ярославского уезда Ярославской губернии по левому - луговому  берегу реки Волги по ровным и низменным местам, поэтому и называлась Ярославско-Костромской Луговой дорогой или Низовой дорогой.  Дорога шла через Тимохино (Некрасовский район) 24 версты (25 км), всего от Ярославля до границы губернии этим трактом насчитается 45 верст (48 км), в пределах губернии находилась одна почтовая станция Тимохинская в 27 верстах  (28 км) от Ярославля, с содержащая 20 лошадей, с поверстной оплатой по 1,1/2 копейки серебром  .  Далее у села Бор Даниловского уезда входила в Костромскую губернию, деревня Саково 21 верста (22 км) Шунгенской волости (затопленное  поселение при создании Костромского водохранилища, в настоящее время ближайше рядом село Саметь Шунгенского сельского поселения) Костромского уезда на Кострому 16 верст (17 км). 

В XIX веке Ярославль с Костромой соединяли две грунтовые дороги - Низовая или Луговая, по левому берегу Волги, и Нагорная, по правому берегу Волги. Низовая ярославско-костромская дорога была грунтовой и непроезжей с осени по весну c возможностью для проезда в летние и зимние сезоны, являлась короче 61 верста (65 км) правобережной дороги 80,6 верст (85 км), составляла часть большого пути из Санкт - Петербурга (через Устюжну, Весьегонск, Мологу, Рыбинск, Романово-Борисоглебск, Ярославль, Кострому и Галич) на Вятку и далее в Сибирь .  

Вид трактира и Тимохинской почтовой станции по дороге из Костромы в Ярославль
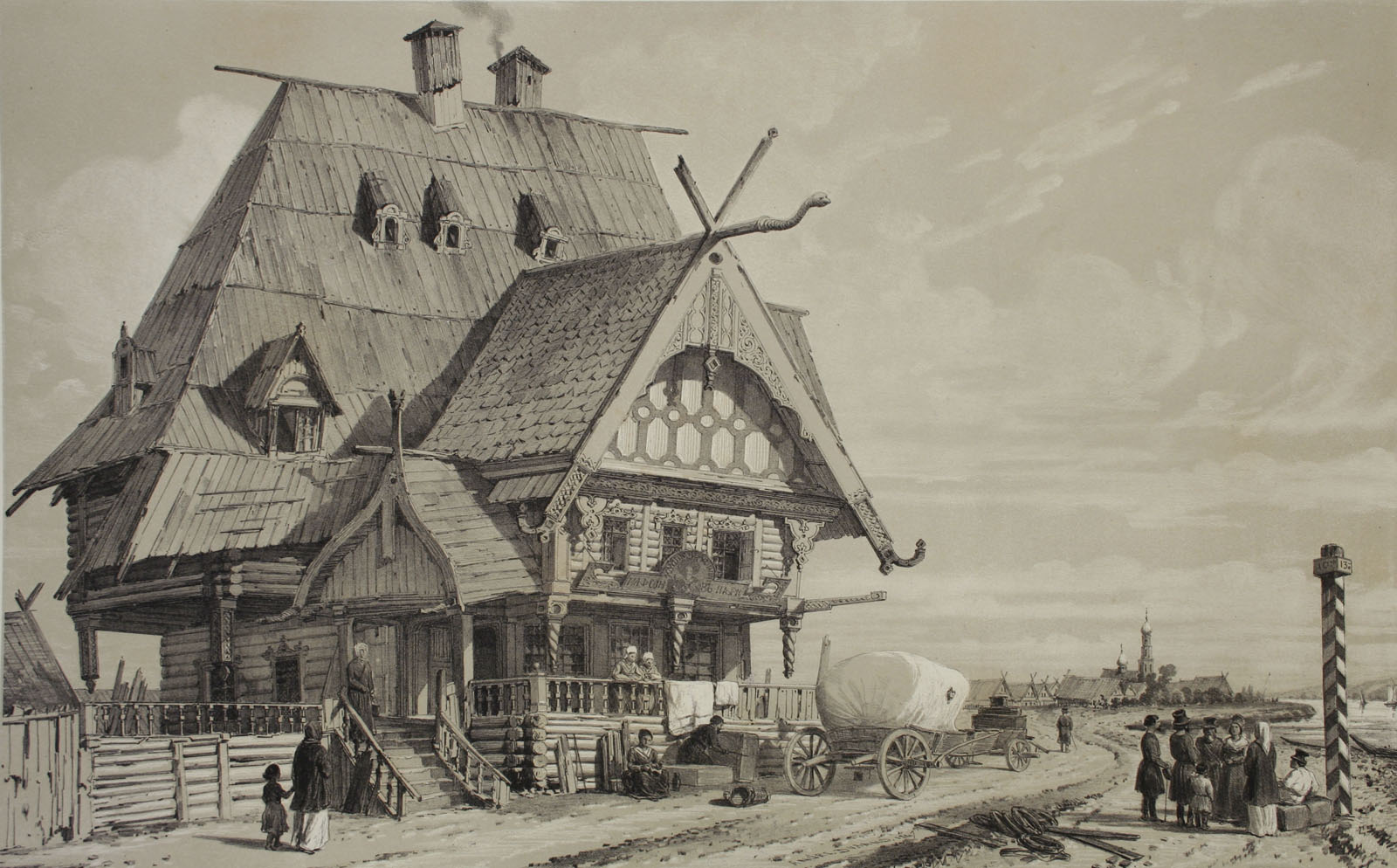
Литография из книги «Живописное и археологическое путешествие по России». Андре Дюран, 1839
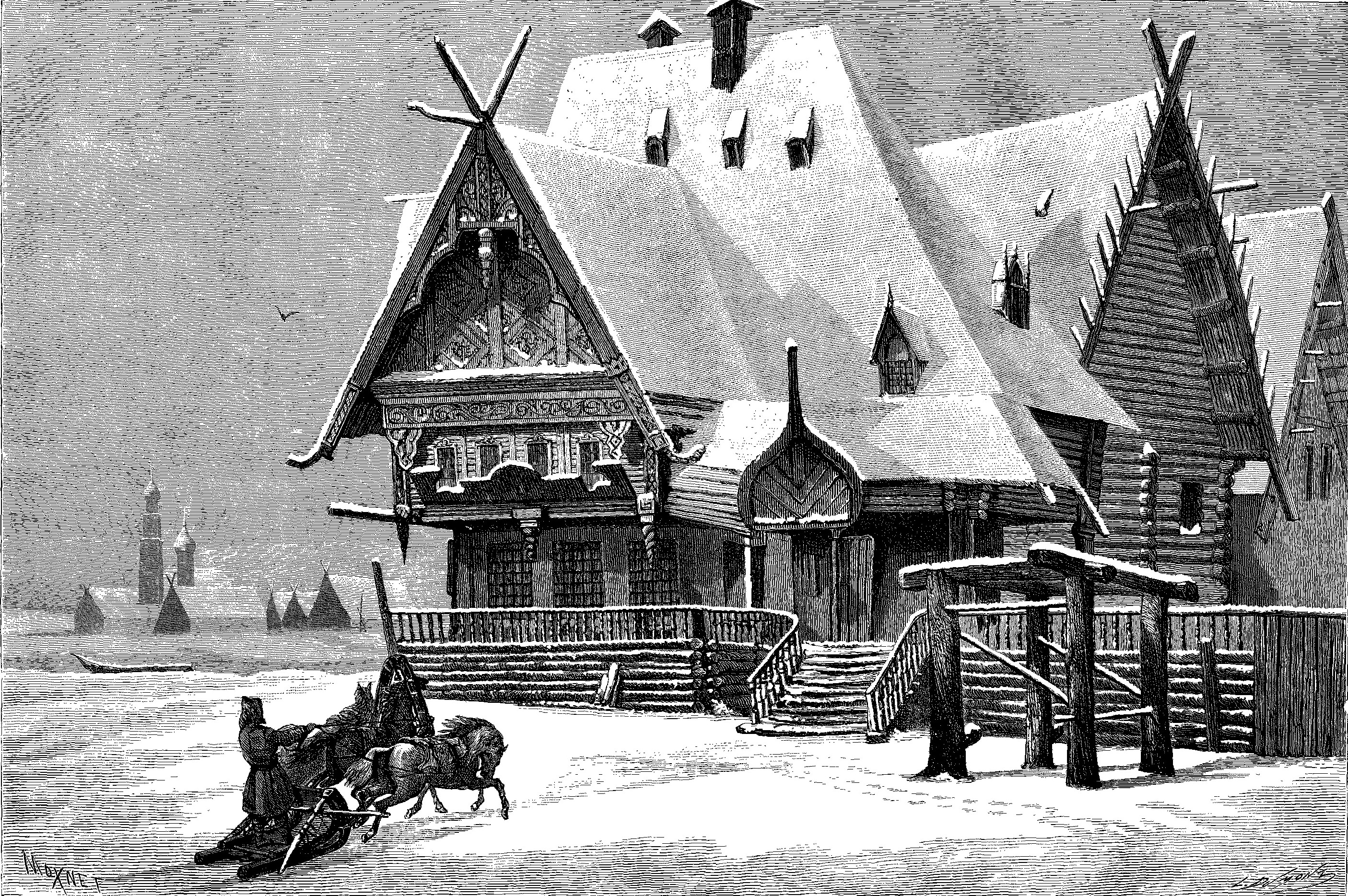
Рисунок М. Монэ, 1867
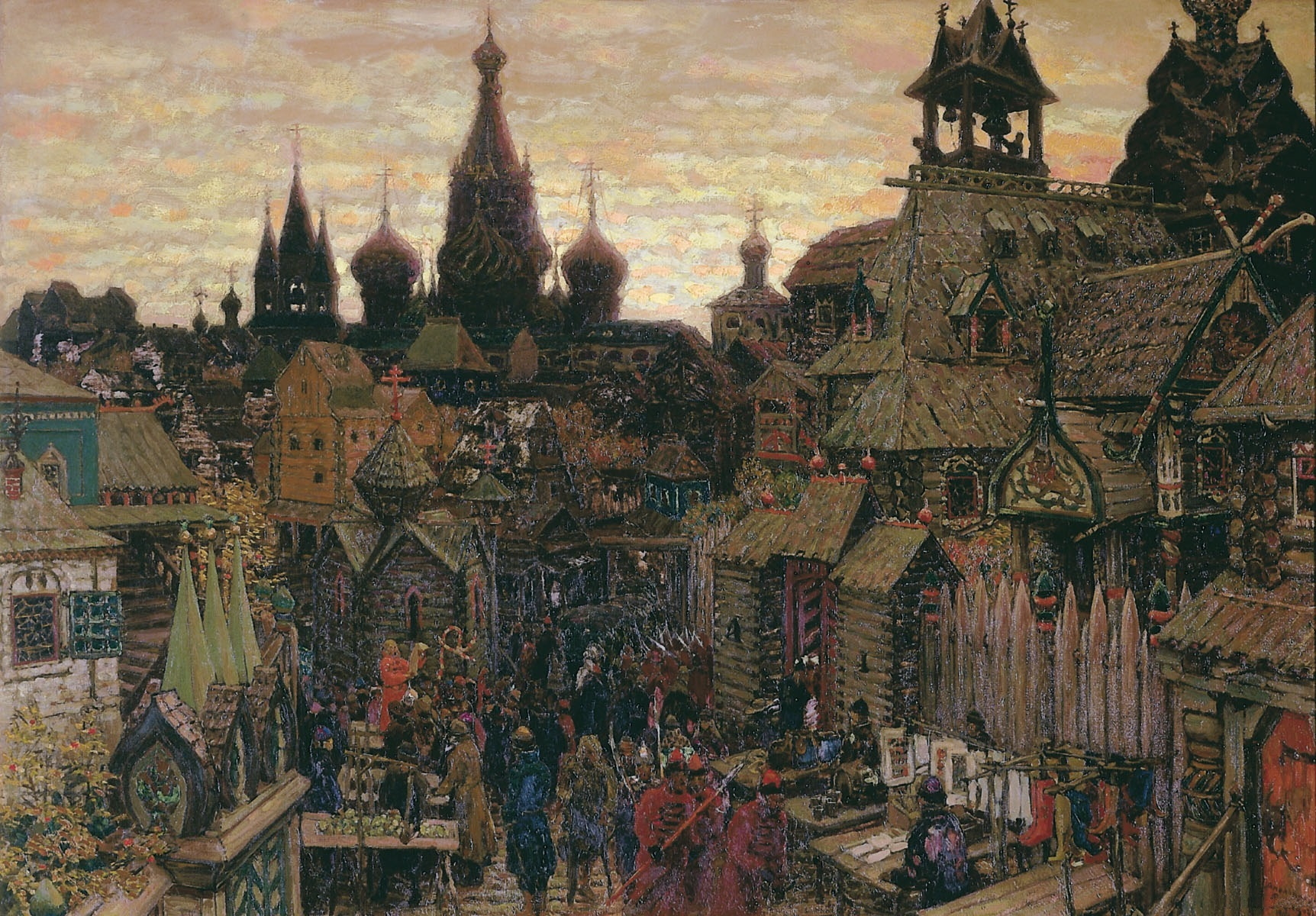
Станция изображена на картине Улица в Китай-городе  Аполлинария Васнецова,1900
- Вотчинное село XVII века. Картина В. П. Овсянникова, 1906 [7]

## Культурное значение
В 1612 году по дороге прошло народное ополчение под предводительством Кузьмы Минина и Дмитрия Пожарского.
19 марта 1613 года наречённый Земским собором  и призванный на царствие торжественным обрядом в Ипатьевском монастыре 16-летний юный царь Михаил Фёдорович Романов и его мать инокиня Марфа отправились по тракту в Москву для восшествия на престол, так начался  период династии Романовых .
В1826-1842 годах известный русский поэт Николай Алексеевич Некрасов провел детство в сельце Грешнево где находилась родовое имение Некрасовых, позднее увековечив эту дорогу в своих произведениях  :
Сельцо Грешнево стоит на низовой Ярославско-Костромской дороге, называемой Сибиркой: барский дом выходит на самую дорогу, и всё, что по ней шло и ехало и было ведомо, начиная с почтовых троек и кончая арестантами, закованными в цепи, в сопровождении конвойных, было постоянной пищей нашего детского любопытства.Некрасов Николай Алексеевич, Автобиографические записи,1877
В 1848 году русский драматург Александр Островский, путешествуя по тракту, будучи впечатлен местной природой, деревнями и жителями, в дневниках описывал : 
По луговой стороне виды восхитительные: что за села, что за строения, точно как едешь не по России, а по какой-нибудь обветованной земле. 
... Эту дорогу… не забудешь до самой смерти!
... деревня, составляющая продолжение села Рыбниц, так построена, что можно съездить из Москвы полюбоваться только. Она, вместе с селом, тянется по берегу Волги версты на 3. Мы остановились на самом берегу Волги в таком постоялом дворе, что лучше любой гостиницы.Островский Александр Николаевич, Дневники 1845 - 1885 года. 27 апреля. Овсянники. 10-й час.
1840-х годах в окресностях развивалось крупнейшее в Российской империи производство крахмала и патоки, принадлежавшее купцам Понизовкиным .
Выдающийся русский скульптор-монументалист начала XX века автор памятника Александру Сергеевичу Пушкину в Москве Александр Опекушин родился и провел последние годы жизни в этой местности.

## Влияние Горьковского водохранилища
В 1957 году при строительстве Горьковского водохранилища часть дороги была затоплена, что прервало прямое сообщение между Ярославлем и Костромой по левобережному Луговому тракту.

## Современное состояние и памятники истории культуры
В настоящее время вдоль Лугового тракта расположены филиалы музея-заповедника «Карабиха» в Аббакумцево и Грешнево, дом-музей А. М. Опекушина в Рыбницах и туристско-рекреационный комплекс «Особняк Понизовкиных». 
"Ярославский левша" мастер  Артём Рякин воссоздал в миниатюре ныне утраченный образец деревянного зодчества трактир и Тимохинскую почтовую станцию по дороге из Костромы в Ярославль  .

## Природные особенности
Исторические и культурные памятники дополняются примечательными природными объектами, такими как холмы, озёра, леса и река Волга, вдоль которой и пролегает старинная дорога. Живописные природные ландшафты Ярославской и Костромской областей являются одной из ключевых особенностей современного туристического маршрута Лугового тракта.